# UCAMムルシアCF
UCAMムルシア（Universidad Católica de Murcia Club de Fútbol）は、スペイン、ムルシア州ムルシアを本拠地とするサッカークラブチーム。1999年創設。
ユニフォームサプライヤーは、ナイキ。

## 歴史

### UCAMムルシア 第1期
1999年にUCAMムルシアとして創設された。

### コスタ・カリダ

#### 2010-11
テルセーラ・ディビシオン優勝。昇格プレーオフ敗退で昇格とはならなかった。

### UCAMムルシア 第2期

#### 2011-12
テルセーラ・ディビシオングループ13、6位。セグンダ・ディビシオンBへ昇格した。コパ・デル・レイで初の2回戦へ進出。

#### 2012-13
セグンダ・ディビシオンB初挑戦のシーズンであったが、グループ4、17位。テルセーラ・ディビシオンに降格となった。

#### 2013-14
テルセーラ・ディビシオン優勝。プレーオフで、セグンダ・ディビシオンB復帰を決めた。

#### 2014-15
フラン・ペレス (カディスCF)、フアン・ゴンゴラ (クルトゥラル・レオネサ)、ノノ (UDアルメリアB)などが加入。
セグンダ・ディビシオンB復帰1年目ながら、グループ4で、第2位。昇格プレーオフで敗退した。
コパ・デル・レイで、初の3回戦進出。

#### 2015-16
セグンダ・ディビシオンBで初優勝。セグンダ・ディビシオンに昇格した。
コパ・デル・レイで2シーズン連続の3回戦進出。ライバルチームのレアル・ムルシアとの初のダービーマッチも行われた。

#### 2016-17
クラブとして初めて、セグンダ・ディビシオンに挑戦。キャプテンはフアン・ゴンゴラが務めた。
ホナタン・メヒア (アルバセテ・バロンピエ loan)、ヴネルト・バシャ (SDポンフェラディーナ)、ビエル・リバス (CDヌマンシア)、フアンデ (スペツィア・カルチョ loan)、フアン・コジャンテス(ADアルコルコン)、ティト(UEリャゴステラ)などが加入。
一時期7位まで順位を上げたが、その後降格圏内を低迷したことから、シーズン中には、ホセ・マリア・サルメロン監督を解任し、フランシスコ・ハビエル・ロドリゲス・ヴィルチェスが新監督に就任した。
年が明けてからは、フアンマ・デルガド (V・ファーレン長崎)、セルヒオ・モラ・サンチェス (ヘタフェCF)らが退団。補強として、セドリック・マブワティ (コロンバス・クルー)、イバン・サルバドール (レアル・バジャドリード loan)、マヌエル・サンチェス (ADアルコルコン)などの選手が加入した。
コパ・デル・レイではクラブ史上初のベスト32まで進出したが、リーグ戦では、39節のレバンテUD戦から最終節である42節ジムナスティック・タラゴナ戦まで3連敗し、リーグは19位で終了。クラブはセグンダ・ディビシオンBへ降格した。それにより、クラブのセグンダ・ディビシオンへの挑戦は一年で終了することとなった。
シーズン終了後には、フランシスコ・ハビエル・ロドリゲス・ヴィルチェス監督を解任した。

#### 2017-18
セグンダ・ディビシオンB通算4年目のシーズン。
新監督として、リュイス・プラナグマが就任。
ミゲル・エスカローナが引退。
ローン移籍で加入していたフアンデ、ホナ、ペレ・ミジャ、ダビド・マジョラル、イバン・サルバドールが退団し、各クラブへ復帰。
ダニ・ペレス (CDトレド)、イシドロ・ロス・リオス (FCカルタヘナ)がレンタルバックした。
ノノ、ウーゴ・アルバレス(共に、ADアルコルコン)、ビエル・リバス (レアル・ムルシア)、フェルナンド・マルティネス (UDアルメリア)、ウナイ・アルビスア (クルトゥラル・レオネサ)、ダビド・モリージャス (アルバセテ・バロンピエ)、テキオ (エルチェCF)、ナタリオ (雲南麗江)らが退団。それと引き換えに、カルロス・モレノ (CDミランデス)、マーク・フェルナンデス (UEリャゴステラ)、チェビ (ブルゴスCF)、ポル・バジェステ (グラナダCF B)、ヘルマン・パルレニョ (エルチェCF)、ビクトル・ガルシア (CFバダロナ)、アルベルト・ビバンコス (ジローナFC)らが入団。
コパ・デル・レイはFCカルタヘナに延長の末敗れ、一回戦敗退。

## チーム名遍歴
- 1999-2004 UCAMムルシア
- 2004-2006 ロス・ガレス
- 2006-2009 ムルシア・デポルティーボ
- 2009-2011 コスタ・カリダ
- 2011- UCAMムルシアCF

## 成績
| シーズン | チーム名                  | ディビジョン | 国内 | 国内 | 国内 | 国内 | 国内 | 国内 | 国内      | 国内            | UEFA | UEFA | 監督                     | 会長 | 備考       |
| シーズン | チーム名                  | ディビジョン | 順位 | 試合 | 勝   | 分   | 負   | 得失 | 国王杯    | スーパー カップ | CL   | EL   | 監督                     | 会長 | 備考       |
| -------- | ------------------------- | ------------ | ---- | ---- | ---- | ---- | ---- | ---- | --------- | --------------- | ---- | ---- | ------------------------ | ---- | ---------- |
| 1999-00  | UCAMムルシア              | 5部          | 1位  |      |      |      |      |      |           | -               | -    | -    |                          |      | 昇格       |
| 2000-01  | UCAMムルシア              | テルセーラ   | 14位 |      |      |      |      |      |           | -               | -    | -    |                          |      |            |
| 2001-02  | UCAMムルシア              | テルセーラ   | 10位 |      |      |      |      |      |           | -               | -    | -    |                          |      |            |
| 2002-03  | UCAMムルシア              | テルセーラ   | 11位 |      |      |      |      |      |           | -               | -    | -    |                          |      |            |
| 2003-04  | UCAMムルシア              | テルセーラ   | 16位 |      |      |      |      |      |           | -               | -    | -    |                          |      |            |
| 2004-05  | ロス・ガレス              | テルセーラ   | 19位 |      |      |      |      |      |           | -               | -    | -    |                          |      |            |
| 2004-05  | ロス・ガレス              | 6部          | 4位  |      |      |      |      |      |           | -               | -    | -    |                          |      |            |
| 2005-06  | ロス・ガレス              | 6部          | 1位  |      |      |      |      |      |           | -               | -    | -    |                          |      | 昇格       |
| 2006-07  | ムルシア・ デポルティーボ | 5部          | 10位 |      |      |      |      |      |           | -               | -    | -    |                          |      |            |
| 2007-08  | ムルシア・ デポルティーボ | 5部          | 4位  |      |      |      |      |      |           | -               | -    | -    |                          |      | 昇格       |
| 2008-09  | ムルシア・ デポルティーボ | テルセーラ   | 12位 | 38   | 12   | 9    | 17   | +3   |           | -               | -    | -    |                          |      |            |
| 2009-10  | コスタ・ カリダ[注釈 1]   | テルセーラ   | 4位  | 38   | 26   | 5    | 7    | +44  |           | -               | -    | -    |                          |      |            |
| 2010-11  | コスタ・ カリダ[注釈 1]   | テルセーラ   | 1位  | 38   | 27   | 5    | 6    | +59  |           | -               | -    | -    |                          |      | 優勝       |
| 2011-12  | UCAM ムルシアCF           | テルセーラ   | 6位  | 38   | 18   | 7    | 11   | +31  | 2回戦敗退 | -               | -    | -    |                          |      | 昇格       |
| 2012-13  | UCAM ムルシアCF           | セグンダB    | 17位 | 38   | 9    | 14   | 15   | -6   |           | -               | -    | -    | テヴェネット             |      | 降格       |
| 2013-14  | UCAM ムルシアCF           | テルセーラ   | 1位  | 36   | 28   | 4    | 4    | +56  |           | -               | -    | -    | コレア                   |      | 優勝・昇格 |
| 2014-15  | UCAM ムルシアCF           | セグンダB    | 2位  | 38   | 17   | 14   | 7    | +17  | 3回戦敗退 | -               | -    | -    | ヒメネス                 |      | PO敗退     |
| 2015-16  | UCAM ムルシアCF           | セグンダB    | 1位  | 38   | 22   | 11   | 5    | +29  | 3回戦敗退 | -               | -    | -    | サルメロン               |      | 優勝・昇格 |
| 2016-17  | UCAM ムルシアCF           | セグンダ     | 19位 | 42   | 11   | 15   | 16   | -9   | ベスト32  | -               | -    | -    | サルメロン →フランシスコ |      | 降格       |
| 2017-18  | UCAM ムルシアCF           | セグンダB    | 0位  | 38   |      |      |      |      | 1回戦敗退 | -               | -    | -    | リュイス・プラナグマ     |      |            |
- 1シーズン - セグンダ・ディビシオン (2部)
- 4シーズン - セグンダ・ディビシオンB (3部相当)
- 9シーズン - テルセーラ・ディビシオン (4部相当)
- 3シーズン - テリトリアル・プレフェレンテ (5部相当)
- 2シーズン - リーガ・アウトノミカ (6部相当)

※2017-18シーズンまで

## ダービー

### レアル・ムルシア
同じムルシアをホームタウンとする、レアル・ムルシアとライバル関係にある。その2クラブの関係は、2014年からクラブがレアル・ムルシアの旧スタジアムである、エスタディオ・デ・ラ・コンドミーナを使用し始めたところから緊張状態が続いている。2015-16シーズンのセグンダ・ディビシオンBで最初のこの2チームの試合が行われた。レアル・ムルシアのサポーターは、クラブの躍進を嫌っている。
| # | シーズン | 試合開催日     | ディビジョン | 節 | ホームチーム     | スコア | アウェイチーム   | 入場者数 |
| - | -------- | -------------- | ------------ | -- | ---------------- | ------ | ---------------- | -------- |
| 1 | 2015-16  | 2015年11月22日 | セグンダB    | 14 | UCAMムルシア     | 1-2    | レアル・ムルシア | 5400     |
| 2 | 2015-16  | 2016年4月10日  | セグンダB    | 33 | レアル・ムルシア | 0-1    | UCAMムルシア     | 18003    |
| 3 | 2017-18  | 2017年9月17日  | セグンダB    | 5  | レアル・ムルシア | 1-2    | UCAMムルシア     |          |
| 4 | 2017-18  | 2018年2月4日   | セグンダB    | 24 | UCAMムルシア     |        | レアル・ムルシア |          |

## 現所属メンバー

### 選手
2017-18シーズン 開幕戦フォーメーション
2017-18シーズン
注：選手の国籍表記はFIFAの定めた代表資格ルールに基づく。
| No. | Pos. |          | 選手名               |
| --- | ---- | -------- | -------------------- |
| -   | GK   | スペイン | ポル・バジェステ     |
| -   | GK   | スペイン | ヘルマン・パルレニョ |
| -   | DF   | スペイン | フアン・ゴンゴラ()   |
| -   | DF   | スペイン | フラン・ペレス       |
| -   | DF   | スペイン | ダニ・ペレス         |
| -   | DF   | スペイン | カルロス・モレノ     |
| -   | DF   | スペイン | ラファ・パエス       |
| -   | DF   | スペイン | ハビ・フェルナンデス |
| -   | MF   | スペイン | ダビド・マジョラル   |
| -   | MF   | スペイン | リッチー・キトコ     |
| -   | MF   | スペイン | イシ・リオス         |

| No. | Pos. |          | 選手名                   |
| --- | ---- | -------- | ------------------------ |
| -   | MF   | スペイン | チェビ                   |
| -   | MF   | スペイン | アルベルト・ビバンコス   |
| -   | MF   | スペイン | ダビド・ロペス           |
| -   | MF   | ブラジル | マテウス・サンターナ     |
| -   | MF   | スペイン | ホナタン・ニゲス         |
| -   | FW   | スペイン | マーク・フェルナンデス   |
| -   | FW   | スペイン | ビクトル・ガルシア       |
| -   | FW   | スペイン | ウルコ・アーロヨ         |
| -   | FW   | スペイン | アルトゥーロ・ロドリゲス |
| -   | FW   | スペイン | アルベルト・キレス       |

※括弧内の国旗はその他保有国籍、もしくは市民権、星印はEU圏外選手を示す。

### 監督
- リュイス・プラナグマ

### ローン移籍

#### in
注：選手の国籍表記はFIFAの定めた代表資格ルールに基づく。
| No. | Pos. |          | 選手名                                    |
| --- | ---- | -------- | ----------------------------------------- |
|     | MF   | ブラジル | マテウス・サンターナ (ワトフォードFC U23) |
|     | FW   | スペイン | アルベルト・キレス (コルドバCF)           |

#### out
注：選手の国籍表記はFIFAの定めた代表資格ルールに基づく。
| No. | Pos. |  | 選手名 |
| --- | ---- |  | ------ |

## タイトル

### 国内タイトル
- テルセーラ・ディビシオン 優勝
  - 2010-11 2013-14
- セグンダ・ディビシオンB 優勝
  - 2015-2016

## 歴代キャプテン
- フアン・ゴンゴラ (201x - )